# Бенжамен Бонзи
Бенжамен Бонзи (на френски: Benjamin Bonzi) [bɛ̃ʒamɛ̃ bɔ̃zi] е френски тенисист.

## Биография
Бенжамен Бонзи е роден на 9 юни 1996 г. в Ним, Франция. 

## Кариера
Бенжамен Бонзи има най-високо класиране на сингъл, като световен номер 42, постигнато на 6 февруари 2023 г., и на двойки, до световен номер 121, постигнато на 19 септември 2022 г.

## Кариерна статистика

### ATP финали (1 титли; 3 финала)
|        | П–З | Година | Турнир          | Клас      | Настилка   | Опонент         | Резултат      |
| ------ | --- | ------ | --------------- | --------- | ---------- | --------------- | ------------- |
| Загуба | 0–1 | 2023   | Махаращра Оупън | 250 серии | Твърда     | Талон Грикспоор | 6–4, 5–7, 3–6 |
| Загуба | 0–2 | 2023   | Оупън 13        | 250 серии | Твърда (з) | Хуберт Хуркач   | 3–6, 6–7(4–7) |
| Победа | 1–2 | 2024   | Мозел Оупън     | 250 серии | Твърда (з) | Камерън Нори    | 7–6(8–6), 6–4 |